# Kabinet-Fillmore
Het kabinet–Fillmore was de uitvoerende macht van de Amerikaanse overheid van 9 juli 1850 tot 4 maart 1853. Vicepresident Millard Fillmore uit New York van de Whig Partij was tijdens de presidentsverkiezingen van 1848 gekozen als "Running mate" van president Zachary Taylor en werd de 13e president van de Verenigde Staten na het overlijden van president Taylor aan de gevolgen van een infectieuze ziekte waarna hij de termijn van Taylor afmaakte.
| Nr.     | Functie(s) | Functie(s)                            | Ambtsbekleder          | Ambtsbekleder                      | Ambtstermijn      | Ambtstermijn     | Partij(en) |
| ------- | ---------- | ------------------------------------- | ---------------------- | ---------------------------------- | ----------------- | ---------------- | ---------- |
| 13      |            | President van de Verenigde Staten     | Millard Fillmore       | Millard Fillmore (1800–1874)       | 9 juli 1850       | 4 maart 1853     | W          |
|         |            | Vicepresident van de Verenigde Staten | [ 1 ]                  | [ 1 ]                              | [ 1 ]             | [ 1 ]            | [ 1 ]      |
| Kabinet |            |                                       |                        |                                    |                   |                  |            |
| Nr.     | Functie(s) | Functie(s)                            | Ambtsbekleder          | Ambtsbekleder                      | Ambtstermijn      | Ambtstermijn     | Partij(en) |
| 18      |            | Minister van Buitenlandse Zaken       | John Clayton           | John Clayton (1796–1856)           | 8 maart 1849      | 22 juli 1850     | W          |
| 19      |            | Minister van Buitenlandse Zaken       | Daniel Webster         | Daniel Webster (1782–1852)         | 22 juli 1850      | 24 oktober 1852  | W          |
| [ 5 ]   |            | Minister van Buitenlandse Zaken       | Charles Conrad         | Charles Conrad (1804–1878)         | 24 oktober 1852   | 5 november 1852  | W          |
| 20      |            | Minister van Buitenlandse Zaken       | Edward Everett         | Edward Everett (1794–1865)         | 5 november 1852   | 4 maart 1853     | W          |
| 19      |            | Minister van Financiën                | William Meredith       | William Meredith (1799–1873)       | 4 maart 1849      | 22 juli 1850     | W          |
| 20      |            | Minister van Financiën                | Thomas Corwin          | Thomas Corwin (1794–1865)          | 22 juli 1850      | 4 maart 1853     | W          |
| 21      |            | Minister van Oorlog                   | George Crawford        | George Crawford (1798–1872)        | 4 maart 1849      | 22 juli 1850     | W          |
|         |            | Minister van Oorlog                   | Vacant                 |                                    |                   |                  |            |
| 22      |            | Minister van Oorlog                   | Charles Conrad         | Charles Conrad (1804–1878)         | 15 augustus 1850  | 4 maart 1853     | W          |
| 19      |            | Minister van de Marine                | William Preston        | William Preston (1805–1862)        | 8 maart 1849      | 22 juli 1850     | W          |
|         |            | Minister van de Marine                | Vacant                 |                                    |                   |                  |            |
| 20      |            | Minister van de Marine                | William Graham         | William Graham (1804–1875)         | 1 augustus 1950   | 25 juli 1852     | W          |
| 21      |            | Minister van de Marine                | John Pendleton Kennedy | John Pendleton Kennedy (1791–1852) | 25 juli 1852      | 4 maart 1853     | W          |
| 21      |            | Minister van Justitie                 | Reverdy Johnson        | Reverdy Johnson (1796–1876)        | 4 maart 1849      | 22 juli 1850     | W          |
| 22      |            | Minister van Justitie                 | John Crittenden        | John Crittenden (1787–1863)        | 22 juli 1850      | 4 maart 1853     | W          |
| 1       |            | Minister van Binnenlandse Zaken       | Thomas Ewing           | Thomas Ewing (1789–1873)           | 8 maart 1849      | 22 juli 1850     | W          |
|         |            | Minister van Binnenlandse Zaken       | Vacant                 |                                    |                   |                  |            |
| 2       |            | Minister van Binnenlandse Zaken       | Thomas McKennan        | Thomas McKennan (1794–1852)        | 15 augustus 1850  | 26 augustus 1850 | W          |
|         |            | Minister van Binnenlandse Zaken       | Vacant                 |                                    |                   |                  |            |
| 3       |            | Minister van Binnenlandse Zaken       | Alexander Stuart       | Alexander Stuart (1807–1891)       | 14 september 1850 | 8 maart 1853     | W          |
| 16      |            | Minister van Posterijen               | Jacob Collamer         | Jacob Collamer (1791–1865)         | 8 maart 1849      | 22 juli 1850     | W          |
| 17      |            | Minister van Posterijen               | Nathan Hall            | Nathan Hall (1810–1874)            | 22 juli 1850      | 31 augustus 1852 | W          |
| 18      |            | Minister van Posterijen               | Samuel Hubbard         | Samuel Hubbard (1799–1855)         | 31 augustus 1852  | 8 maart 1853     | W          |

Washington ·
J. Adams ·
Jefferson ·
Madison ·
Monroe ·
J.Q. Adams ·
Jackson ·
Van Buren ·
W.H. Harrison ·
Tyler ·
Polk ·
Taylor ·
Fillmore ·
Pierce ·
Buchanan ·
Lincoln ·
A. Johnson ·
Grant ·
Hayes ·
Garfield ·
Arthur ·
Cleveland I ·
B. Harrison ·
Cleveland II ·
McKinley ·
T. Roosevelt ·
Taft ·
Wilson ·
Harding ·
Coolidge ·
Hoover ·
F.D. Roosevelt ·
Truman ·
Eisenhower ·
Kennedy ·
L.B. Johnson ·
Nixon ·
Ford ·
Carter ·
Reagan ·
G.H.W. Bush ·
Clinton ·
G.W. Bush ·
Obama ·
Trump I ·
Biden ·
Trump II